# Ahuateno Chico
Ahuateno Chico är en ort i Mexiko.   Den ligger i kommunen Chicontepec och delstaten Veracruz, i den sydöstra delen av landet, 190 km nordost om huvudstaden Mexico City. Ahuateno Chico ligger 539 meter över havet och antalet invånare är 180.
Terrängen runt Ahuateno Chico är huvudsakligen kuperad, men åt nordost är den platt. Runt Ahuateno Chico är det ganska tätbefolkat, med 120 invånare per kvadratkilometer. Närmaste större samhälle är Xochiatipan de Castillo, 18,6 km väster om Ahuateno Chico. Trakten runt Ahuateno Chico består till största delen av jordbruksmark.